# Composer (Paketverwaltung)
Composer ist ein anwendungsorientierter Paketmanager für die Skriptsprache PHP. Das Programm steht unter der MIT-Lizenz.
Composer wird über die Kommandozeile ausgeführt und installiert Abhängigkeiten (zum Beispiel: Bibliotheken) eines PHP-Programmes. Verfügbare PHP-Anwendungen können über die Plattform Packagist gesucht werden.
Hauptanforderung an das Zielsystem ist PHP in der Version 5.3.2 und höher.

## Entwicklung
Nils Adermann und Jordi Boggiano, die Hauptentwickler, begannen mit der Entwicklung im April 2011 und wurden stark von den Paketmanagern npm für Node.js und bundler für Ruby inspiriert. Die erste Version wurde am 1. März 2012 veröffentlicht. Die Entwicklung findet auf GitHub statt.

## Einsatz
Composer wird mittlerweile von großen Projekten wie den Frameworks Laravel, Doctrine, Flow Framework, Yii Framework und Symfony verwendet. Verbreitete Content-Management-Systeme wie TYPO3, Contao, Drupal und Kirby unterstützen ebenfalls Composer.